# Philippe Lefebvre
Philippe Lefebvre (17 de diciembre de 1968) es un actor, productor, realizador y guionista francés.

## Biografía
Hijo de Chantal y Gérard Lefebvre, Philippe creció en Loos-lès-Lille junto a sus dos hermanos, Vincent y Damien.
Realizó cursos de comedia en el Conservatoire de Lille y el Taller Steve Kalfa.
Comenzó su carrera en el cine con la película Barracuda, en 1997 al lado de Guillaume Canet antes de aparecer regularmente en numerosas series que lo dieron a conocer a un mayor público. Fue uno de los protagonistas de la serie Detectives en 2013 y es el padre de un adolescente acusado de violación en Un hijo en 2015.
Ha coescrito los guiones de No lo digas a nadie, basado en un libro de Harlan Coben. y Mi ídolo de Guillaume Canet.  En 2010 realizó El Siffleur con François Berléand.
Es cofundador con Alain Attal de la sociedad Les Productions du Trésor y produce esencialmente cortos metrajes.

## Filmografía

### Actor
- 1994: La Colline aux mille enfants
- 1997: Barracuda de Philippe Haïm
- 2002: Mon idole de Guillaume Canet (también coguionista)
- 2002: Les Amateurs de Martin Valente
- 2003: Narco de Tristan Aurouet et Gilles Lellouche
- 2004: Tu vas rire mais je te quitte de Philippe Harel
- 2004: Un petit jeu sans conséquence de Bernard Rapp
- 2005: Selon Charlie de Nicole Garcia
- 2005: [[Homme de sa vie de Zabou Breitman
- 2005: No se lo digas a nadie de Guillaume Canet (también coguionista)
- 2006: Pur Week-end de Olivier Doran
- 2006: OSS 117 : Le Caire, nid d'espions de Michel Hazanavicius
- 2006: Ma vie n'est pas une comédie romantique de Marc Gibaja
- 2007: Détrompez-vous de Bruno Dega
- 2007: Ce soir je dors chez toi de Olivier Baroux
- 2008: Les Randonneurs à Saint-Tropez de Philippe Harel
- 2008: Le Premier Jour du reste de ta vie de Rémi Bezançon
- 2008: Un monde à nous de Frédéric Balekdjian
- 2009: Safari de Olivier Baroux
- 2009: Le Siffleur (+ realización)
- 2010: L'Italien de Olivier Baroux
- 2011: Ma part du gâteau de Cédric Klapisch
- 2011: Les Tuche de Olivier Baroux
- 2012: Mais qui a retué Pamela Rose ? de Olivier Baroux et Kad Merad
- 2013: Prêt à tout de Nicolas Cuche
- 2013: En solitaire de Christophe Offenstein
- 2013: La Marche de Nabil Ben Yadir
- 2013: Cookie de Léa Fazer
- 2014: SMS de Gabriel Julien-Laferrière
- 2016: Marseille de Kad Merad
- 2016: Retour chez ma mère de Éric Lavaine
- 2017: Rock'n Roll de Guillaume Canet (también coguionista)

### Realizador
- 2010 : El Siffleur
- 2015 : Haz  aquí, hago no esto (temporada 8 : episodios 4, 5 y 6)
- 2016 : Haz no aquí, hago no esto (temporada 9 : episodios 1 y 2)
- 2017 : Bienvenida a Nimbao
- 2017 : Los Chamois

## Teatro
- 1994 : El daño corto de Jacques Audiberti, puesta en escena Pierre Franck, Teatro de los Célestins

## Premios y distinciones

### Premios
- El Siffleur (2009) : #Premio Aquitania al festival de la película de Sarlat

### Nominaciones
- No se lo digas a nadie (2007) :
  - César a la mejor adaptación
  - Premio Luces al mejor guion
  - Estrella de oro del cine francés al mejor guion
  - Premio Jacques Prévert a la mejor adaptación

- El Siffleur (2009) : DirActor del mejor largometraje [cita requerida]